# 常陸国
常陸国（ひたちのくに）は、かつて日本の地方行政区分だった令制国の一つ。東海道に属する。現在の茨城県の南西部を除いた地域にあたる。

## 沿革
7世紀に成立した。成立時期については、『常陸国風土記』によれば大化の改新（645年）直後に創設されたことになるが、壬申の乱（672年）の功臣である大伴吹負が後世の常陸守に相当する「常道頭」（「常陸」ではない）に任じられたとする記事がある事から、「常陸」という呼称の成立を7世紀末期とする考えもある。なお、『常陸国風土記』（逸文）の信太郡の条に「白雉4年（653年）、物部河内・物部会津らが請いて、筑波・茨城の郡の700戸を分ちて信太の郡を置けり。この地はもと日高見の国なり。」とあり、令制国成立前は日高見国だったとされている。
古くは筑波国造、新治国造、茨木国造、仲国造、久自国造、高国造、道口岐閉国造がそれぞれ支配する国に分かれていたが、律令制が敷かれた当初の常陸国は多珂国を編入したため、現在の茨城県の大部分（西南部を除く）と、福島県浜通りの大熊までに至る広大な国であった。『常陸国風土記』には、「久慈郡と多珂郡の境の助川を道前（道の口）と為し、陸奥国の石城郡の苦麻の村を道後（道の尻）と為す。」という記述があり、「助川」が日立市に、「苦麻」が大熊に相当する。言い換えると、現在の福島第一原発付近が、常陸国と陸奥国の境であった。
後に陸奥国が設けられると、常陸国の北端は菊多郡まで（陸奥国との境：現在の湯本駅付近）になった。更に718年（養老2年）に、菊多郡が新設の石城国に入れ替えられ、常陸国と石城国の境に当たる現在の平潟トンネルのすぐ近くに菊多関（後の勿来関）が建てられた。これ以後は常陸国の範囲は変わらず、西南部を除いた茨城県に相当する範囲となった。新治郡、筑波郡、信太郡、茨城郡、行方郡、香島郡（後に鹿島郡）、那珂郡、久慈郡、多珂郡（後に多賀郡）、白壁郡（後に真壁郡）、河内郡から構成される。
東海道は、下総国荒海駅から香取海を渡船し榎浦津駅で常陸国に入った。805年以降は、この路線は廃され、現在の利根町から鬼怒川を渡船し若柴・馴馬付近（龍ケ崎市）から常陸国へ入る路線となった。
平安時代の天長3年9月6日（826年10月10日）、常陸国と上総国、上野国の3国は、国守に必ず親王が補任される親王任国となり、国級は大国に格付けされた。親王任国の国守となった親王は「太守」と称し、官位は必然的に他の国守（通常は従六位下から従五位上）より高く、親王太守は正四位以上であった。親王太守は現地へ赴任しない遙任で、例えば葛原親王や時康親王のような常陸太守が実際に任地に赴くことはないので、国司の実質的長官は常陸介であった。
律令制による国郡支配が解体された平安時代末期以降、荘園の分立や郡の分割が進んだ。近世始めに実施された太閤検地の際に、細分化された郡や荘を再編成して古代の郡の復元が図られたが、その領域は古代のものとはかなりの違いがある。明治政府による郡区町村編制法と郡制の施行による再編を経て、第二次大戦後の現代まで続いた茨城県の郡の区分と領域は、この太閤検地で再編されたものを基礎としている。

### 近代以降の沿革
- 「旧高旧領取調帳」に記載されている明治初年時点での国内の支配は以下の通り（1,715村・922,175石余）。太字は当該郡内に藩庁が所在。国名のあるものは飛地領。
  - 茨城郡（298村・151,183石余） - 幕府領、旗本領、水戸藩、笠間藩、宍戸藩、土浦藩、府中藩、麻生藩、陸奥守山藩
  - 那珂郡（127村・87,320石余） - 水戸藩
  - 久慈郡（141村・88,419石余） - 水戸藩
  - 多賀郡（83村・52,145石余） - 幕府領、旗本領、松岡藩[注釈 3]、水戸藩、武蔵川越藩
  - 鹿島郡（127村・50,397石余） - 幕府領、旗本領、水戸藩、陸奥守山藩
  - 行方郡（82村・52,964石余） - 幕府領、旗本領、麻生藩、水戸藩、府中藩、陸奥守山藩
  - 新治郡（184村・116,636石余） - 幕府領、旗本領、土浦藩、志筑藩[注釈 4]、府中藩、水戸藩、谷田部藩、牛久藩、武蔵岩槻藩
  - 河内郡（142村・63,663石余） - 幕府領、旗本領、牛久藩、谷田部藩、陸奥仙台藩、上野前橋藩
  - 信太郡（94村・44,859石余） - 幕府領、旗本領、与力給地、土浦藩、牛久藩、陸奥仙台藩、下総関宿藩
  - 筑波郡（168村・81,300石余） - 幕府領、旗本領、谷田部藩、土浦藩、陸奥仙台藩、上野前橋藩、下総関宿藩、下総佐倉藩
  - 真壁郡（269村・133,284石余） - 幕府領、旗本領、下館藩、笠間藩、出羽長瀞藩、下総結城藩、下総佐倉藩、山城淀藩、丹後峰山藩
- 慶応4年 
  - 6月27日（1868年8月15日） - 三上藩士の粥川光明が常陸知県事に任命され、新治郡・真壁郡・筑波郡・茨城郡・多賀郡および鹿島郡の一部の幕府領・旗本領を管轄。
  - 7月2日（1868年8月19日） - 久留米藩士の柴山典が安房上総知県事に任命され、河内郡・信太郡・行方郡および鹿島郡の一部の幕府領・旗本領を管轄。
  - 9月24日（1868年11月8日） - 戊辰戦争後の処分により仙台藩が廃藩。筑波郡・河内郡・信太郡の仙台藩領が常陸知県事の管轄となる。
- 明治元年12月14日（1869年1月26日） - 戊辰戦争後の処分により関宿藩が減封。信太郡内の領地が安房上総知県事の管轄となる。
- 明治2年
  - 2月9日（1869年3月21日） - 常陸知県事の管轄区域に若森県、安房上総知県事の管轄地域に宮谷県が発足。
  - 6月22日（1869年7月30日） - 府中藩が任知藩事にともない石岡藩に改称。
  - 11月1日（1869年12月3日） - 出羽長瀞藩が藩庁を移転して上総大網藩となる。飛地領は存続。
- 明治3年12月24日（1871年2月13日） - 陸奥守山藩が鹿島郡に藩庁を移転して松川藩となる。
- 明治4年
  - 土浦藩の領地替えにより信太郡の全域が土浦藩の管轄となる。
  - 2月8日（1871年3月28日） - 谷田部藩が下野茂木藩に転封。筑波郡の飛地領は存続。
  - 2月17日（1871年4月6日） - 上総大網藩が河内郡に藩庁を移転して龍崎藩となる。
  - 7月14日（1871年8月29日） - 廃藩置県により、藩領が水戸県、土浦県、笠間県、松岡県、石岡県、下館県、志筑県、龍崎県、牛久県、麻生県および茂木県、前橋県、結城県、関宿県、佐倉県、川越県、岩槻県、淀県、峰山県の飛地となる。
  - 10月28日（1871年12月10日） - 第1次府県統合により前橋県が廃止され、飛地が群馬県（第1次）の管轄となる。
  - 11月2日（1871年12月13日） - 第1次府県統合により峰山県が廃止され、飛地が豊岡県の管轄となる。
  - 11月14日（1871年12月25日） - 第1次府県統合により、真壁郡・茨城郡・那珂郡・久慈郡・多賀郡が茨城県、新治郡・筑波郡・河内郡・信太郡・行方郡・鹿島郡が新治県の管轄となる。
- 明治8年（1875年）5月7日 - 第2次府県統合により、新治県のうち常陸国が茨城県、下総国が千葉県に合併。常陸国全域が茨城県の管轄となり、現在に至る。

## 国内の施設

### 国府

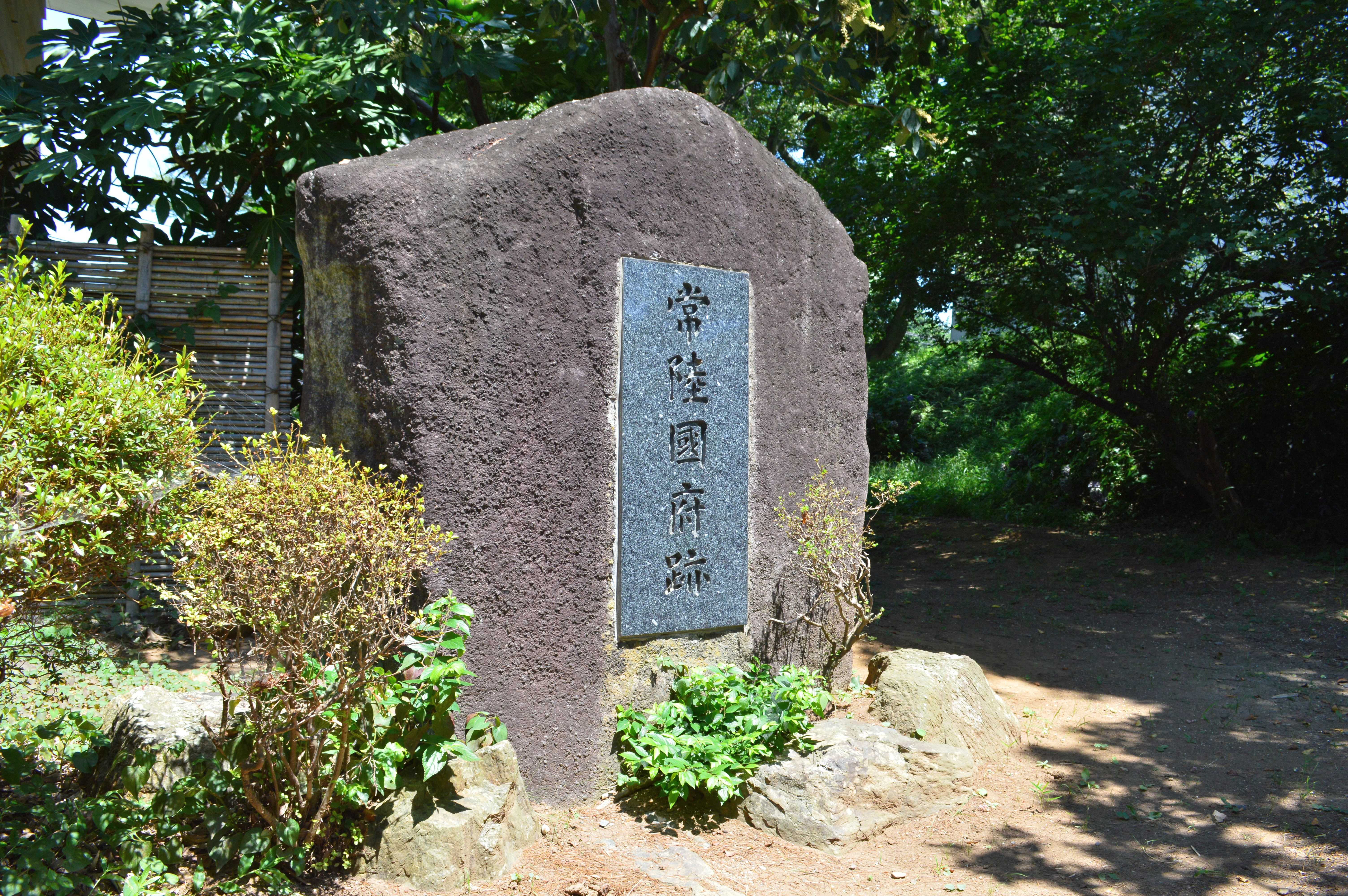
常陸国府跡碑（石岡市）

『和名抄』によれば、国府は茨城郡にあった。現在の石岡市にあたり、「常陸国府跡」として国の史跡に指定されている。国衙は石岡小学校（石岡市総社、北緯36度11分22.92秒 東経140度16分7.79秒 / 北緯36.1897000度 東経140.2688306度）において7世紀末から11世紀までの遺構が発掘されており、古代には一貫して同地に所在した（詳しくは「常陸国府跡」参照）。

### 国分寺・国分尼寺
- 常陸国分寺跡 （石岡市府中、北緯36度11分45.79秒 東経140度16分25.48秒 / 北緯36.1960528度 東経140.2737444度）
国の特別史跡。跡地上の浄瑠璃山東方院国分寺が法燈を伝承する。

- 常陸国分尼寺跡 （石岡市若松、北緯36度12分6.29秒 東経140度16分3.44秒 / 北緯36.2017472度 東経140.2676222度）
国の特別史跡。法燈を伝承する寺はない。

### 神社
延喜式内社
『延喜式神名帳』には、大社7座7社・小社21座20社の計28座27社が記載されている（「常陸国の式内社一覧」参照）。大社6社は以下に示すもので、全て名神大社である。
- 鹿島郡 鹿島神宮
  - 比定社：鹿島神宮 （鹿嶋市宮中）
- 鹿島郡 大洗磯前薬師菩薩明神社
  - 比定社：大洗磯前神社 （東茨城郡大洗町磯浜町、北緯36度18分57.07秒 東経140度35分14.81秒 / 北緯36.3158528度 東経140.5874472度）
- 久慈郡 静神社
  - 比定社：静神社 （那珂市静）
- 筑波郡 筑波山神社 - 2座記載されているが1座のみが名神大社。
  - 比定社：筑波山神社 （つくば市筑波、北緯36度12分49.25秒 東経140度6分4.72秒 / 北緯36.2136806度 東経140.1013111度）
- 那賀郡 吉田神社
  - 比定社：吉田神社 （水戸市宮内町）
- 那賀郡 酒烈磯前薬師菩薩神社
  - 比定社：酒列磯前神社 （ひたちなか市磯崎町、北緯36度22分56.54秒 東経140度37分24.58秒 / 北緯36.3823722度 東経140.6234944度）
- 新治郡 稲田神社
  - 比定社：稲田神社 （笠間市稲田、北緯36度22分6.77秒 東経140度12分23.65秒 / 北緯36.3685472度 東経140.2065694度）

総社・一宮以下
『中世諸国一宮制の基礎的研究』に基づく一宮以下の一覧。
- 総社：常陸國總社宮 （石岡市総社、北緯36度11分16.28秒 東経140度16分8.70秒 / 北緯36.1878556度 東経140.2690833度）
- 一宮：鹿島神宮 （鹿嶋市宮中、北緯35度58分7.88秒 東経140度37分53.37秒 / 北緯35.9688556度 東経140.6314917度）
- 二宮：静神社 （那珂市静、北緯36度30分7.05秒 東経140度25分19.89秒 / 北緯36.5019583度 東経140.4221917度）
- 三宮：吉田神社 （水戸市宮内町、北緯36度21分42.58秒 東経140度28分56.35秒 / 北緯36.3618278度 東経140.4823194度）

### 安国寺利生塔
- 安国寺 - 曹洞宗朝日山安国寺（笠間市上郷、本尊：南無釈迦牟尼仏）。
- 利生塔 - 現存しない。

### 郡衙
郡衙跡は概ね次のように比定されている。
| - 新治郡 - 真壁郡協和町古郡。 - 真壁郡 - 真壁郡真壁町古城・源法寺。 - 筑波郡 - つくば市平沢。 - 河内郡 - つくば市金田台。 - 信太郡 - 不明（江戸崎町下君山にあったとも推定される）。 - 行方郡 - 行方郡玉造町内と見られる。 | - 鹿島郡 - 鹿嶋市神野向。 - 那珂郡 - 水戸市渡里。 - 久慈郡 - 久慈郡金砂郷町薬谷・大里。 - 多賀郡 - 高萩市内と見られる。 - 茨城郡 - 石岡市茨城。 |

## 地域

### 領域
明治維新直前の領域は、現在の茨城県から下記を除き、千葉県印旛郡栄町の一部（生板鍋子新田・龍ケ崎町歩）を加えた区域に相当する。※の区域はいずれも1899年（明治32年）に常陸国に編入されている。
- 結城市、古河市、猿島郡（境町・五霞町）、坂東市、守谷市、北相馬郡（利根町）の全域
- 結城郡八千代町の大部分（大里・大渡戸・高崎・坪井・小屋・久下田・野爪・袋・新井・八町を除く）
- 下妻市の南部（柳原・山尻・谷田部・古沢・小島・今泉・中居指以南）
- 常総市の大部分（東町・水海道川又町を除く）
- つくばみらい市の一部（寺畑・川崎・鬼長・平沼・筒戸以西[注釈 5]）
- 取手市の大部分（浜田・紫水・上萱場・下萱場・萱場・大曲・新川・双葉を除く）
- 龍ケ崎市の一部（川原代町・長沖新田町・須藤堀町より南西）
- ※稲敷郡河内町の東部（下加納・片巻・金江津・田川以東）
- ※稲敷市の一部（清久島・橋向・佐原組新田・手賀組新田・上須田・上之島・本新・境島以南）

### 郡
- 新治郡
- 真壁郡
- 筑波郡
- 河内郡
- 信太郡
- 茨城郡
- 行方郡
- 鹿島郡
- 那珂郡
- 久慈郡
- 多賀郡（多珂郡）

### 江戸時代の藩
常陸国には明治維新を迎えた藩として水戸藩、御連枝（分家・支藩）として府中藩、宍戸藩、そして付け家老として明治以降独立する松岡藩、その他に土浦藩、笠間藩、下館藩、谷田部藩、麻生藩、牛久藩、下妻藩がある。
明治元年から廃藩置県まで藩となったものに志筑藩、松川藩、龍ヶ崎藩がある。

### 人口
- 1721年（享保6年） - 71万2387人
- 1750年（寛延3年） - 65万5507人
- 1756年（宝暦6年） - 64万1580人
- 1786年（天明6年） - 51万4519人
- 1792年（寛政4年） - 49万5083人
- 1798年（寛政10年）- 49万2619人
- 1804年（文化元年）- 48万5445人
- 1822年（文政5年） - 49万5575人
- 1828年（文政11年）- 49万5859人
- 1834年（天保5年） - 45万7321人
- 1840年（天保11年）- 49万9761人
- 1846年（弘化3年） - 52万1777人
- 1872年（明治5年） - 64万8674人

出典: 内閣統計局・編、速水融・復刻版監修解題、『国勢調査以前日本人口統計集成』巻1（1992年）及び別巻1（1993年）、東洋書林。

## 人物

### 守護

#### 鎌倉幕府
- 1189年～1203年 - 小田知家
- 1228年～? - 小田知重
- 1248年～1250年 - 宍戸国家
- 1301年～? - 小田宗知
- 1315年～? - 宍戸時家
- 1317年～? - 佐介時綱（北条時綱）
- ?～1333年 - 小田氏・宍戸氏

#### 室町幕府
- 1335年～1352年 - 佐竹貞義
- 1352年～1362年 - 佐竹義篤（九代当主）
- 1362年～1389年 - 佐竹義宣（十代当主）
- 1389年～1407年 - 佐竹義盛
- 1407年～? - 佐竹義人（義憲、義仁）
- 1425年～? - 山入祐義